# Förslöv-Grevie församling
Förslöv-Grevie församling är en församling i Bjäre-Kulla kontrakt i Lunds stift. Församlingen ligger i Båstads kommun i Skåne län och utgör ett eget pastorat.

## Administrativ historik
Församlingen bildades 2002 genom en sammanslagning av Förslövs och Grevie församlingar. Församlingen utgör sedan dess ett eget pastorat.

## Kyrkobyggnader

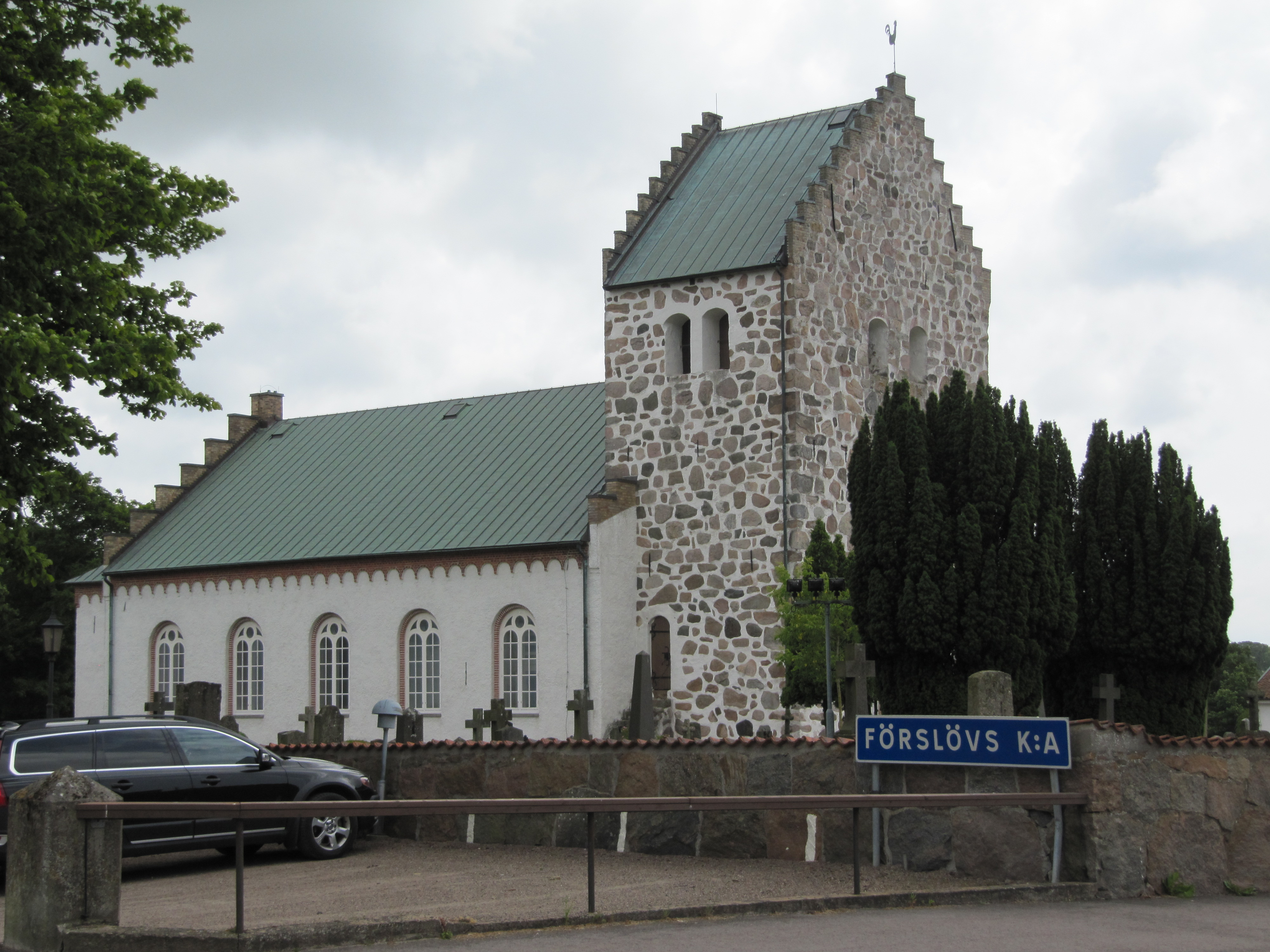
Förslövs kyrka
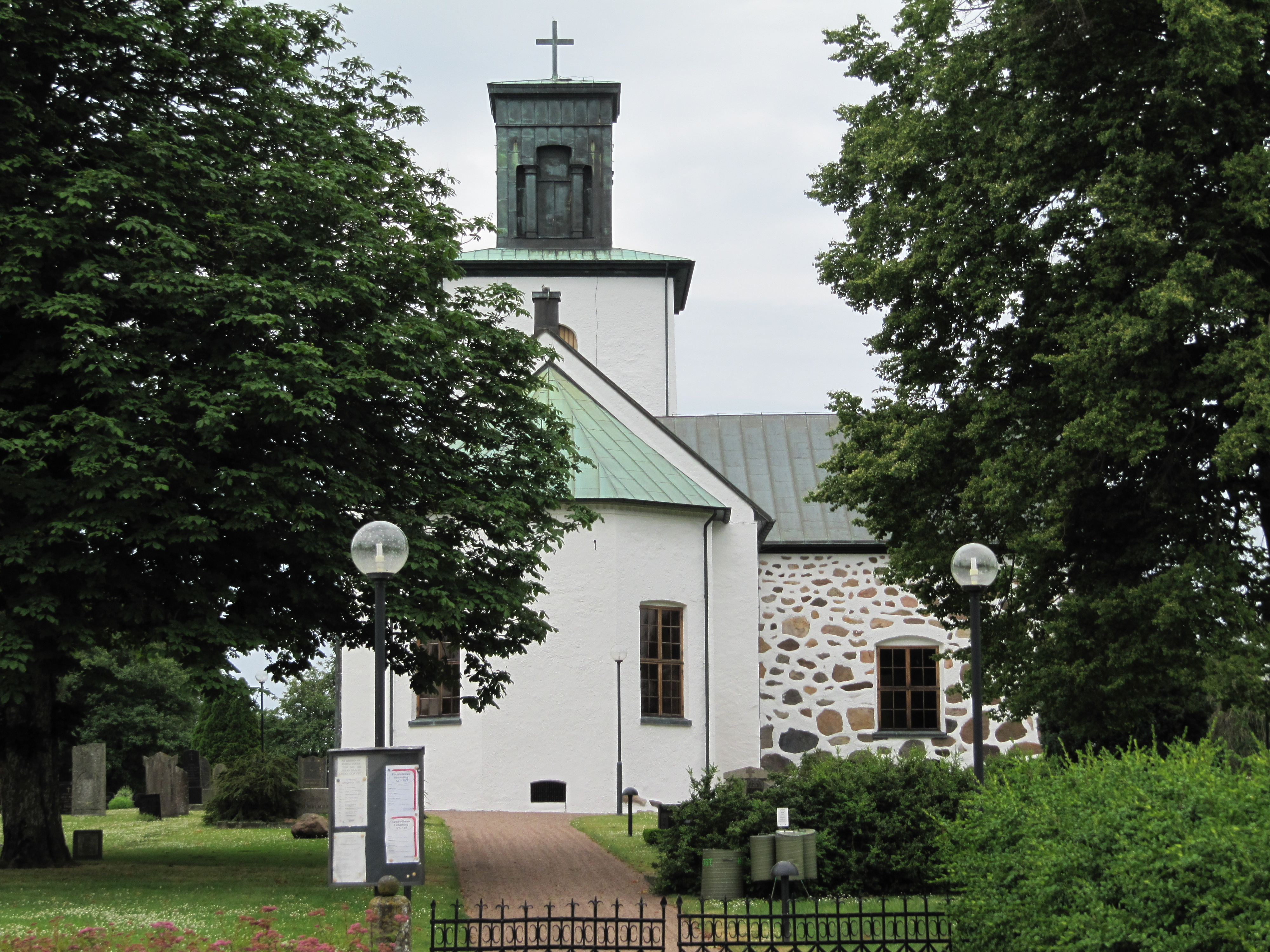
Grevie kyrka

## Kyrkoherdar
- Kyrkoherden i juni 2004 är John Liljeblad.